# Urgelli egyházmegye
Az Urgelli egyházmegye egy római katolikus egyházmegye Katalóniában (Spanyolország) és Andorrában a történelmi Urgell grófságban, az 5. században vagy valószínűleg korábban alapították. Székhelye a történelmi katalán Urgell megye régiójában található, bár különböző határokkal rendelkezik. A püspök székesegyháza La Seu d’Urgell városában található. Az egyházmegye lefedi Andorra állam teljes területét.

## Püspökök
Az egyházmegye mindenkori püspöke a Római egyházmegye püspökéhez, a római pápához hasonlatosan egyben ex officio (hivatalából fakadóan) államfő is. Andorra élén mindig két egyenrangú társherceg áll, egy episzkopális (azaz püspöki (aki az urgelli püspök), és egy világi, aki Franciaország aktuális államfője. Az episzkopális társherceg jelenleg Josep-Lluís Serrano Pentinat. A korábbi társhercegeket az Urgelli püspökök listája és az
Andorra társhercegeinek listája sorolja fel.

## Szomszédos egyházmegyék
- Lleidai egyházmegye (délnyugat)
- Barbastro-Monzóni egyházmegye (nyugat)
- Toulouse-i főegyházmegye (északnyugat)
- Pamiers-i egyházmegye (észak)
- Perpignan-Elne-i egyházmegye (kelet)
- Vici egyházmegye (délkelet)
- Solsonai egyházmegye (dél)

## Fordítás
- Ez a szócikk részben vagy egészben  a   Roman Catholic Diocese of Urgell című angol Wikipédia-szócikk ezen változatának fordításán alapul.  Az eredeti cikk szerkesztőit annak laptörténete sorolja fel. Ez a jelzés csupán a megfogalmazás eredetét és a szerzői jogokat jelzi, nem szolgál a cikkben szereplő információk forrásmegjelöléseként.